# Cacophony
Cacophony е неокласическа спийд метъл група в Сан Франциско, САЩ.
Създадена е през 1986 г. от китаристите Марти Фрийдмън и Джейсън Бекер. Групата прави впечатление с техническата си прецизност и неокласическите елементи в композициите си. Разпадат се през 1989 г.

## История
Първият им албум Speed Metal Symphony е предимно инструментален. В него са смесени класически и хардрок елементи. Предпочитанието на Фридман към екзотичните елементи проличава най-силно в песента The Ninja. Парчетата в албума са бързи и издържани технически.
Вторият им албум Go Off! е по-вокален, но също показва виртуозността на китаристите. За този албум басиста и барабаниста са сменени. На барабаните е Дийн Кастроново (въпреки това на снимката от задната страна на албума е страия барабанист Кени Ставрополос). Китарните части вече са по-технични и хармонизирани, а солата са различни от обичайните за този период двойни сола, използвани от Iron Maiden и Judas Priest.
Въпреки че втория албум е търговски провал, феновете на групата се умножават. Тогава обаче Бекер се присъединява към групата на Дейвид Лий Род, а Фридман към траш метъл бандата Megadeth. След като напускат тези групи и двамата издават по-няколко самостоятелни албума.

## Членове
- Питър Марино – вокал
- Марти Фридман – китара
- Джейсън Бекер – китара
- Джими О'Шиа – бас
- Атма Анур – барабани
- Крейг Суейн – бас
- Дийн Кастроново – барабани
- Кени Ставрополос – барабани

## Дискография
- Speed Metal Symphony (1987)
- Go Off! (1988)